# Паничев, Борис Алексеевич
Борис Алексеевич Паничев (1924—1986) — разведчик 75-й отдельной гвардейской разведывательной роты (78-я гвардейская стрелковая дивизия, 5-я гвардейская армия, 1-й Украинский фронт), гвардии младший сержант; кавалер ордена Славы.

## Биография
Борис Алексеевич Паничев родился в семье рабочего в городе Южа Шуйского уезда Иваново-Вознесенской губернии (в настоящее время Южский район Ивановской области). Окончил 7 классов школы, работал на ткацко-прядильной фабрике.
В феврале 1943 года Нижнетагильским горвоенкоматом был призван в ряды Красной армии. С августа 1943 года на фронтах Великой Отечественной войны.
Приказом по 225 гвардейскому стрелковому полку от 11 января 1944 года за мужество и героизм в боях против немецко-фашистских захватчиков и захват контрольного пленного в Кировоградской области гвардии рядовой Паничев был награждён медалью «За отвагу».
В ночь на 19 августа 1944 года гвардии рядовой Паничев в составе группы разведчиков проник в тыл противника севернее деревни Вадовице-Гурне в 8 км к юго-западу от города Мелец Подкарпатского воеводства. По пластунски подобрался к траншеям противника и забросал её гранатами. Ворвавшись в траншею, автоматным огнём уничтожил, находившихся там солдат противника. Приказом по 79-й гвардейской стрелковой дивизии от 3 сентября 1944 года он был награждён орденом Славы 3-й степени.
В боях за город Дембица в Подкарпатском воеводстве гвардии рядовой Паничев по приказу командира в ночь на 23 августа 1944 года скрытно, укрываясь между домами, подобрался к часовому, охранявшему склад, и, выждав удобный момент, набросился на него и бесшумно снял его, обеспечив захват склада с военным имуществом. Приказом по 5-й гвардейской армии от 23 декабря 1944 года он был награждён орденом Славы 2-й степени.
В районе города Бжег в Нижнесилезском воеводстве гвардии младший сержант Паничев в ночь на 3 февраля 1945 года с группой разведчиков из 4-х человек пробрался в тыл противника и блокировал огневую точку в подвале каменного дома. Отвлекая внимание противника, он оставил группу во дворе, подавлять огневую точку, сам же обойдя дом, бросил гранату в дверь подвала и, кинувшись в подвал, огнём автомата уничтожил 3-х солдат противника, захватив исправный пулемёт. Приказом по 78 гвардейской стрелковой дивизии от 15 февраля 1945 года он был награждён орденом Красной Звезды.
Гвардии младший сержант Паничев, будучи в группе захвата по поимке контрольного пленного, в ночь на 30 марта 1945 года в районе населённого пункта Зеккервиц юго-восточнее города Лигниц (Легница в Нижнесилезском воеводстве) первым ворвался в траншею противника и огнём своего автомата начал расстреливать убегающих солдат противника. Он уничтожил 4-х солдат и одного, давшего потом ценные сведения, взял в плен. Указом Президиума Верховного Совета СССР от 29 июня 1945 года он был награждён орденом Славы 1-й степени.
В июне 1947 года гвардии младший сержант Паничев был демобилизован. Вернулся на родину, работал электромонтёром-ремонтником на ткацко-прядильной фабрике.
В 1985 году в ознаменование 40-летия Победы он был награждён орденом Отечественной войны 1-й степени.
Скончался Борис Алексеевич Паничев 11 апреля 1986 года.

## Память
- На доме где жил ветеран установлена мемориальная доска.
- Его имя увековечено на мемориале в городе Иваново.